# Kilcock
Kilcock (irl. Cill Choca - "Cela Coki") – miasto nad Kanałem Królewskim (Royal Canal) w północnej części hrabstwa Kildare w Irlandii, blisko granicy z hrabstwem Meath, około 30 km na zachód od Dublina. Według spisu ludności z 2011 roku populacja Kilcock wynosiła 5533 mieszkańców.

## Przemysł
Magazyn Musgrave zaopatrujący sklepy Centra i SuperValu.

## Klub piłkarski
Kilcock Celtic